# Annie Girardot
Annie Suzanne Girardot (Parijs, 25 oktober 1931 - Parijs, 28 februari 2011), was een Franse filmactrice. Ze heeft geen familieverwantschap met de Franse actrice Ana Girardot.
In 1977 won ze de César voor Beste actrice voor haar rol in Docteur Françoise Gailland. In 1996 kreeg ze nog de César voor beste actrice in een bijrol voor haar rol in Les Misérables. Dezelfde César werd haar in 2002 een tweede maal toegekend voor haar rol in La Pianiste van Michael Haneke.

## Leven en werk

### Afkomst, toneelopleiding en debuut
Annie Girardot, dochter van een vroedvrouw en een haar onbekende vader (een getrouwde man die haar niet erkende en overleed toen zij 2 jaar was), volgde in Caen een vroedvrouwenopleiding, maar gaf zich snel over aan haar passie, het toneel. Overdag studeerde ze vanaf 1949 aan het Conservatoire national supérieur d'art dramatique, 's avonds trad ze als Annie Girard op in de cabarets La Rose Rouge en Lapin agile en in enkele revues. In juli 1954 voltooide ze met glans haar opleiding en werd ze kort nadien geëngageerd door de Comédie-Française. Annie werd daar al snel opgemerkt door Jean Cocteau die in haar 'le plus beau tempérament dramatique de l'après-guerre' (het sterkste dramatisch naoorlogse temperament) zag.

### Jaren vijftig: debuut als filmactrice
Haar cinemadebuut was minder opvallend. In de beginjaren speelde ze voornamelijk mee in films van gedegen vaklui, zoals Jean Delannoy, Gilles Grangier en Denys de La Patellière. Le rouge est mis (1957) en Maigret tend un piège (1957), twee politiefilms waarin ze overtuigend stand hield tegenover haar tegenspeler Jean Gabin, oogstten veel succes bij het grote publiek. Ze nam vervolgens met spijt ontslag bij de Comédie-Française om zich helemaal aan haar filmcarrière te wijden, maar stond toch nog af en toe op de planken, onder meer onder regie van Luchino Visconti in Deux sur la balançoire, aan de zijde van Jean Marais. 

### Jaren zestig
Twee jaar later vertolkte ze de vrouwelijke hoofdrol naast Alain Delon in het drama Rocco e i suoi fratelli (1960) van diezelfde Visconti. Op de filmset ontmoette ze haar toekomstige man, de Italiaanse mede-acteur Renato Salvatori. In de jaren zestig draaide ze afwisselend films in Frankrijk en in Italië waar ze onder meer drie keer samenwerkte met Marco Ferreri. Tien jaar na de enorme bijval van haar doorbraakfilm Maigret tend un piège scoorde ze aan de zijde van Yves Montand een tweede grote hit met het drama Vivre pour vivre (Claude Lelouch, 1967).

### Jaren zeventig: glorieperiode
De jaren zeventig werden haar topdecennium. In de cinemazalen werd ze de meest populaire Franse actrice met een afwisseling van komische en dramatische rollen. Internationale erkenning volgde spoedig met de vertolking van Gabrielle Russier in het liefdesdrama Mourir d'aimer (André Cayatte, 1971), het relaas van een waargebeurd verhaal over een lerares die zelfmoord pleegde na beschuldigingen van verleiding van een minderjarige leerling. Met Cayatte werkte ze nog drie keer samen in die vruchtbare jaren zeventig. Philippe de Broca, Edouard Molinaro en José Giovanni deden eveneens meerdere keren een beroep op haar in die tijd. Vaak trad ze ook op in debuutfilms van jonge regisseurs. Zo werd dankzij haar en Philippe Noiret de komedie La Vieille Fille (Jean-Pierre Blanc, 1972) gefilmd. Ze reeg jarenlang de successen aan elkaar, van Vivre pour vivre tot andere kassakrakers als Erotissimo (met Jean Yanne, 1969), La Gifle (met Lino Ventura, 1974) en La zizanie (met Louis de Funès, 1978). Vermeldenswaardig waren ook Tendre poulet (1978) en On a volé la cuisse de Jupiter (1980) die samen een komisch politiefilmtweeluik met Noiret vormden, net als Cours après moi que je t'attrape (1976) en Cause toujours...tu m'intéresses (1979), twee zedenkomedies waarin zij en Jean-Pierre Marielle voortdurend als potentiële levenspartner rond elkaar cirkelen. 
In Frankrijk werd bij het verschijnen van elke nieuwe film met haar door het publiek gesproken over 'de nieuwe Girardot'. Ze was ook af en toe te zien in niet-Franse films : in 1975 in Il pleut sur Santiago, een politiek drama over de Staatsgreep in Chili van de Chileense filmregisseur Helvio Soto, in 1977 speelde ze een rol naast Ann Petersen in de Belgische komedie Jambon d'Ardenne van Benoît Lamy en in 1979 zat ze vast in een gigantische verkeersopstopping in de Italiaanse tragikomedie L'ingorgo van Luigi Comencini. In datzelfde jaar eindigde ze als eerste actrice in een populariteitslijstje, voor Alain Delon, Jean-Paul Belmondo en Romy Schneider.
In 1974 had ze nog een theatersucces met haar rol in Madame Marguerite, een rol die ze regelmatig zou hernemen tot in 2002. 

### Latere carrière
In 1981 zakte haar carrière in elkaar, met pas een nieuwe relance tussen 1990 en 1995, dankzij vooral drie films van Lelouch. Een laatste opflakkering kwam er in het begin van het nieuwe millennium met La Pianiste (2001) en Caché (2005), twee drama's van de Oostenrijkse cultfilmer Michael Haneke.

### Privéleven
In 1962 huwde Girardot Renato Salvatori, die in 1988 overleed. Ze scheidden van tafel en bed, maar bleven officieel getrouwd. Hun dochter Giulia, in datzelfde jaar geboren, werd eveneens actrice. Later had ze nog korte relaties met Jacques Brel en Claude Lelouch, die in zes films van haar acteertalent gebruik maakte. In de jaren zeventig had ze een langdurige relatie met Bernard Fresson. Van 1980 tot 1993 deelde Girardot ten slotte haar leven met de muzikant Bob Decout. Sommige critici stellen dat Decout haar carrière brak en beschuldigen hem van financieel gesjoemel. Girardot leefde al enkele jaren teruggetrokken in haar Parijse woning. Dat ze leed aan de ziekte van Alzheimer werd door haar dochter in september 2006 publiek gemaakt. Haar laatste film, het drama Christian, dateerde van 2007. In 2010 meldde haar dochter Giulia Salvatori dat haar moeder zich niet meer kon herinneren ooit actrice geweest te zijn. Ze is begraven op 4 maart 2011 in de Église Saint-Roch en bijgeplaatst op het bekende Cimetière du Père-Lachaise.

## Filmografie (selectie van lange speelfilms)
- 1955 - Treize à table (André Hunebelle)
- 1956 - L'Homme aux clés d'or (Léo Joannon)
- 1956 - Reproduction interdite (Meurtre à Montmartre) (Gilles Grangier)
- 1957 - Le rouge est mis (Gilles Grangier)
- 1957 - L'amour est en jeu (Ma femme, mon gosse et moi) (Marc Allégret)
- 1957 - Maigret tend un piège (Jean Delannoy)
- 1958 - Le Désert de Pigalle (Léo Joannon)
- 1960 - Recours en grâce (László Benedek)
- 1960 - La Française et l'Amour (sketchenfilm, episode Le Divorce van Christian-Jaque)
- 1960 - Rocco e i suoi fratelli (Luchino Visconti)
- 1961 - La Proie pour l'ombre (Alexandre Astruc)
- 1961 - Le Rendez-vous (Jean Delannoy)
- 1961 - Le Bateau d'Émile (Le Homard flambé) (Denys de La Patellière)
- 1962 - Le Vice et la Vertu (Roger Vadim)
- 1962 - Pourquoi Paris? (Denys de La Patellière)
- 1963 - I compagni (Mario Monicelli)
- 1963 - I fuorilegge del matrimonio (Paolo en Vittorio Taviani en Valentino Orsini)
- 1964 - La Donna scimmia (Marco Ferreri)
- 1964 - La Bonne Soupe (Robert Thomas)
- 1964 - Un monsieur de compagnie (Philippe de Broca)
- 1965 - Trois chambres à Manhattan (Marcel Carné)
- 1966 - Le streghe (sketchenfilm, episode La strega bruciata viva van Luchino Visconti)
- 1967 - Vivre pour vivre (Claude Lelouch)
- 1968 - Les Gauloises bleues (Michel Cournot)
- 1968 - La Bande à Bonnot (Philippe Fourastié)
- 1969 - Erotissimo (Gérard Pirès)
- 1969 - Il seme dell'uomo  (Marco Ferreri)
- 1969 - Un homme qui me plaît (Claude Lelouch)
- 1969 - Dillinger è morto (Marco Ferreri)
- 1970 - Elle boit pas, elle fume pas, elle drague pas, mais... elle cause ! (Michel Audiard)
- 1970 - Les Novices (Guy Casaril)
- 1971 - Mourir d'aimer (André Cayatte)
- 1971 - La Mandarine (Edouard Molinaro)
- 1972 - La Vieille Fille (Jean-Pierre Blanc)
- 1972 - Les feux de la chandeleur (Serge Korber)
- 1972 - Traitement de choc (Alain Jessua)
- 1973 - Il n'y a pas de fumée sans feu (André Cayatte)
- 1972 - Elle cause plus... elle flingue (Michel Audiard)
- 1974 - Ursule et Grelu (Serge Korber)
- 1974 - La Gifle (Claude Pinoteau)
- 1975 - Il faut vivre dangereusement (Claude Makovski)
- 1975 - Il pleut sur Santiago (Helvio Soto)
- 1975 - Le Gitan (José Giovanni)
- 1975 - Docteur Françoise Gailland (Jean-Louis Bertuccelli)
- 1976 - Cours après moi que je t'attrape (Robert Pouret)
- 1976 - À chacun son enfer (André Cayatte)
- 1976 - Jambon d'Ardenne (Benoît Lamy)
- 1977 - Le Point de mire (Jean-Claude Tramont)
- 1977 - Tendre poulet (Philippe de Broca)
- 1978 - La zizanie (Claude Zidi)
- 1978 - Vas-y maman (Nicole de Buron)
- 1978 - L'Amour en question (André Cayatte)
- 1978 - La Clé sur la porte (Yves Boisset)
- 1978 - L'ingorgo (Luigi Comencini)
- 1978 - Le Cavaleur (Philippe de Broca)
- 1978 - Cause toujours... tu m'intéresses ! (Edouard Molinaro)
- 1980 - On a volé la cuisse de Jupiter (Philippe de Broca)
- 1981 - Une robe noire pour un tueur (José Giovanni)
- 1981 - La vie continue (Moshé Mizrahi)
- 1984 - Souvenirs, Souvenirs (Ariel Zeitoun)
- 1985 - Partir, revenir (Claude Lelouch)
- 1990 - Il y a des jours... et des lunes (Claude Lelouch)
- 1990 - Merci la vie (Bertrand Blier)
- 1991 - Toujours seuls (Gérard Mordillat)
- 1994 - Les Braqueuses (Jean-Paul Salomé)
- 1995 - Les Misérables (Claude Lelouch)
- 1996 - Les Bidochon (Serge Korber)
- 2001 - La Pianiste (Michael Haneke)
- 2005 - Je préfère qu'on reste amis... (Éric Toledano en Olivier Nakache)
- 2005 - Caché (Michael Haneke)
- 2006 - Le Temps des porte-plumes (Daniel Duval)
- 2006 - C'est beau une ville la nuit (Richard Bohringer)
- 2007 - Boxes (Jane Birkin)
- 2007 - Christian (Elisabeth Löchen)

- Bibsys: 2137395
- Biblioteca Nacional de España: XX1604006
- Bibliothèque nationale de France: cb11905058c (data)
- CiNii: DA03987425
- Gemeinsame Normdatei: 118970208
- International Standard Name Identifier: 0000 0001 2277 8348
- Library of Congress Control Number: n81072357
- Nationale Bibliotheek van Letland: 000002097
- MusicBrainz: 1baeec41-7e83-42f3-af37-03f96313e3d0
- Nationale Bibliotheek van Tsjechië: jn20000601825
- Nationale bibliotheek van Australië: 36257372
- Nationale Bibliotheek van Israël: 987007423848105171
- Nationale Bibliotheek van Polen: a0000002115517
- Nederlandse Thesaurus van Auteursnamen: 072293217
- Réseau des bibliothèques de Suisse occidentale: 02-A003299097
- SNAC: w6bg5phn
- Système universitaire de documentation: 027574873
- Trove: 1237938
- Virtual International Authority File: 29534506
- WorldCat: E39PBJtrXhYKJ9tMppf3Bg6Frq